# Michael Meyerheim
Carsten Michael Meyerheim (født 5. september 1949 i Gentofte) er en dansk journalist og studievært på TV 2. 
Meyerheim blev uddannet journalist på Frederiksborg Amtsavis (1969-1973), fra 1973 ansat ved Politiken, hvor han arbejdede i 15 år med stof vedrørende universiteter og højere læreanstalter, lægevidenskab og i fire år som udenrigskorrespondent i Washington. Desuden var han en overgang med til at redigere den kendte satireklumme At Tænke Sig. 
Via ansættelse på Nordisk Film fik han sit gennembrud på tv i 1988 som den første vært på Lykkehjulet og dermed en af de første værter på TV 2. Han blev i 1989 vært på Eleva2ren og fik i 1991 sit eget talkshow efter amerikansk forbillede Meyerheim og Co, der var Danmarks første late night talkshow. Senere var han vært i talkshowet Meyerheim After Eight, ligesom han i 1995 var vært på Ugen der gak. 
Han var den første vært på TV 2's morgenprogram Go' Morgen Danmark fra premieren i 1996 til 2006. Hans faste makker var Cecilie Frøkjær. Siden 2006 har han været vært på programmet Spørg Charlie på TV 2 Charlie og haft sit eget talkshow, kaldet Talkshowet Meyerheim . I 2018 startede han en ny serie portrætprogrammer med kendte danskere under titlen "Meyerheim og Stjernerne). Han har også haft en optræden i filmen Min søsters børn fra 2001.
Michael Meyerheim var i 1996 med til at stifte produktionsselskabet Skandinavisk Film Kompagni sammen med Ole Stephensen, Erik Stephensen og Jørgen Koldbæk. 